# Erik Daniels
Erik Daniels, né le 1er avril 1982, à Cincinnati, en Ohio, est un joueur américain de basket-ball. Il évolue au poste d'ailier fort.

## Palmarès
- All-NBDL Second Team 2006
- All-NBDL First Team 2009